# 法王寺 (登封)

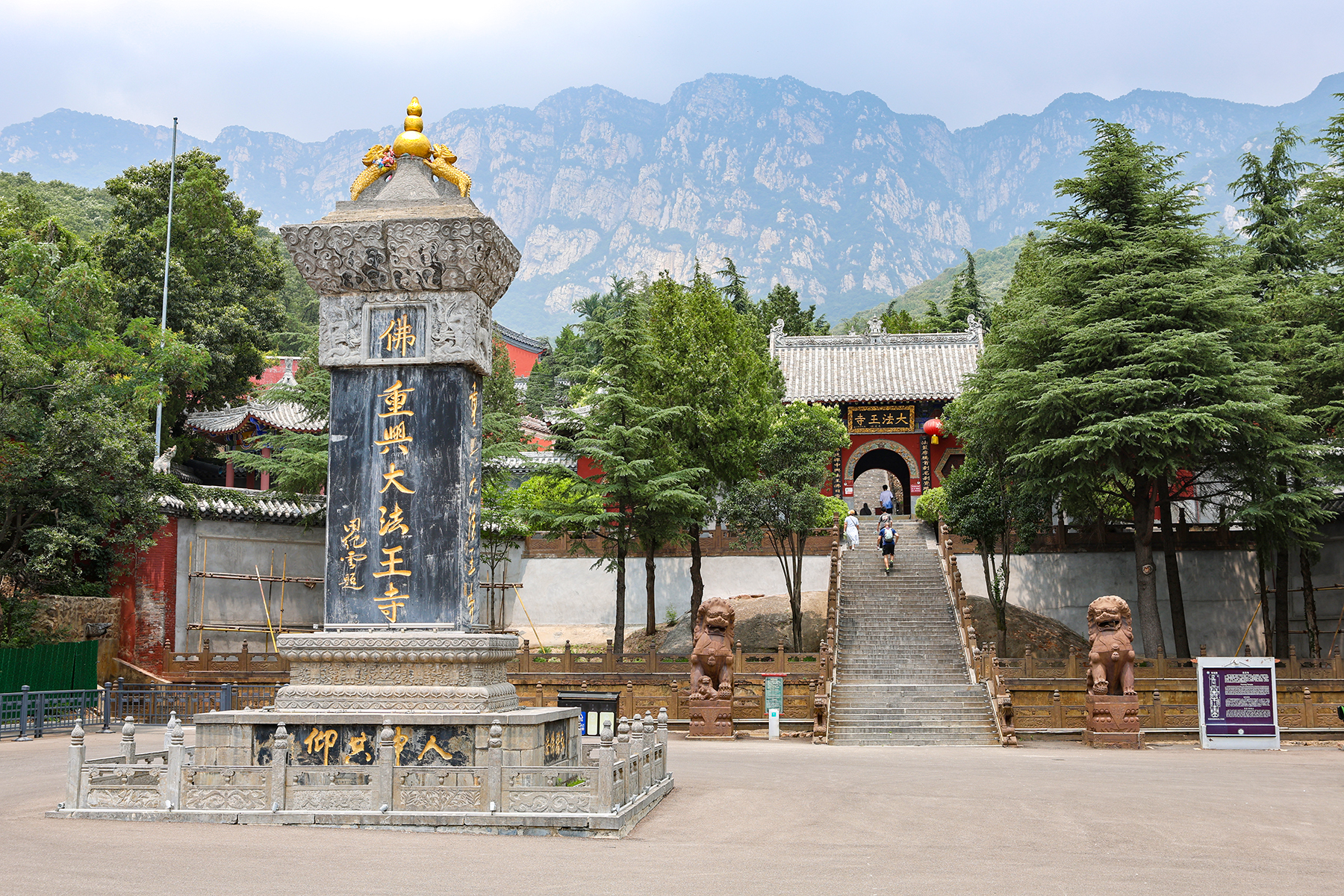
法王寺山门

法王寺位于河南登封嵩山太室山南麓，中国最早的寺院之一。
法王寺依山而建。寺东有两座山峰，形状如门称“嵩门”。每逢中秋夜晚，一轮皓月从这门洞中徐徐升起，法王寺“嵩门待月”被称为嵩山八景之一。
法王寺周围现存有塔6座，其中包括建于唐代的法王寺塔。

## 历史
法王寺相传建于东汉永平14年（公元71年），是中国最早的寺院之一，比洛阳白马寺晚三年。也有观点认为，印度高僧迦叶摩腾、竺法兰到达洛阳时，白马寺尚未修建成功，他们住在官方驿舍鸿胪寺。后二人嫌洛阳闹市喧嚣，提出在嵩山太室山建造寺庙，法王寺由此建立。故此，有人认为法王寺才是中国最早的寺院。
1987年法王寺重修，2001年法王寺塔被列为全国重点文物保护单位。

## 寺院建筑
法王寺目前遗存的清代寺院建筑有天王殿、大雄宝殿、地藏殿等，天王殿面阔三间，进深三间，硬山顶，覆灰色筒瓦。大雄宝殿在天王殿后，建于高台基上，面阔五间，进深三间，硬山灰瓦顶，檐下置三踩斗拱。大雄宝殿前左右两侧有配殿，左侧自南向北分别为伽蓝殿、大势至殿、观音殿，右侧自南向北分别为六祖殿、普贤殿、文殊殿。后为地藏殿，面阔七间，进深三间，亦为硬山灰瓦顶。
寺内的其他建筑，如山门、未来佛殿、西方圣人殿、卧佛殿等为1987年重修后新建。

## 塔群
法王寺寺后山坡上共有6座塔，其中一至四号塔从形制看应为唐和五代塔，但塔铭均被毁（无法得知其具体年代，被毁时间应在元代以前)。一号至四号塔位于寺院最北方(最后方)，目前并未开发只有土路连接。

### 法王寺一号塔(舍利塔/大塔)
一号塔为十五层叠涩密檐式方形砖塔，塔高35.16米， 田凯在其文章中认为一号塔形制与建于唐景龙年间（707～710年）的小雁塔和周至县的八云塔、陕西洋县建于唐开元元年（713年）的开明寺塔形制相近，应为初唐所建。同济教授,中国建筑史学会副会长路秉杰在其文章中认为一号塔为隋塔，隋仁寿元年六月乙丑颁舍利于诸州，要求建塔供养。法王寺的舍利供养塔（一号塔）事在必造。是在这样一种形势下，建造了法王寺舍利塔，并因此而改了寺名。隋仁寿二年与大唐建国还有十六年，而且即使进入唐代，也不见得会立即建塔，因此不能称作唐塔。

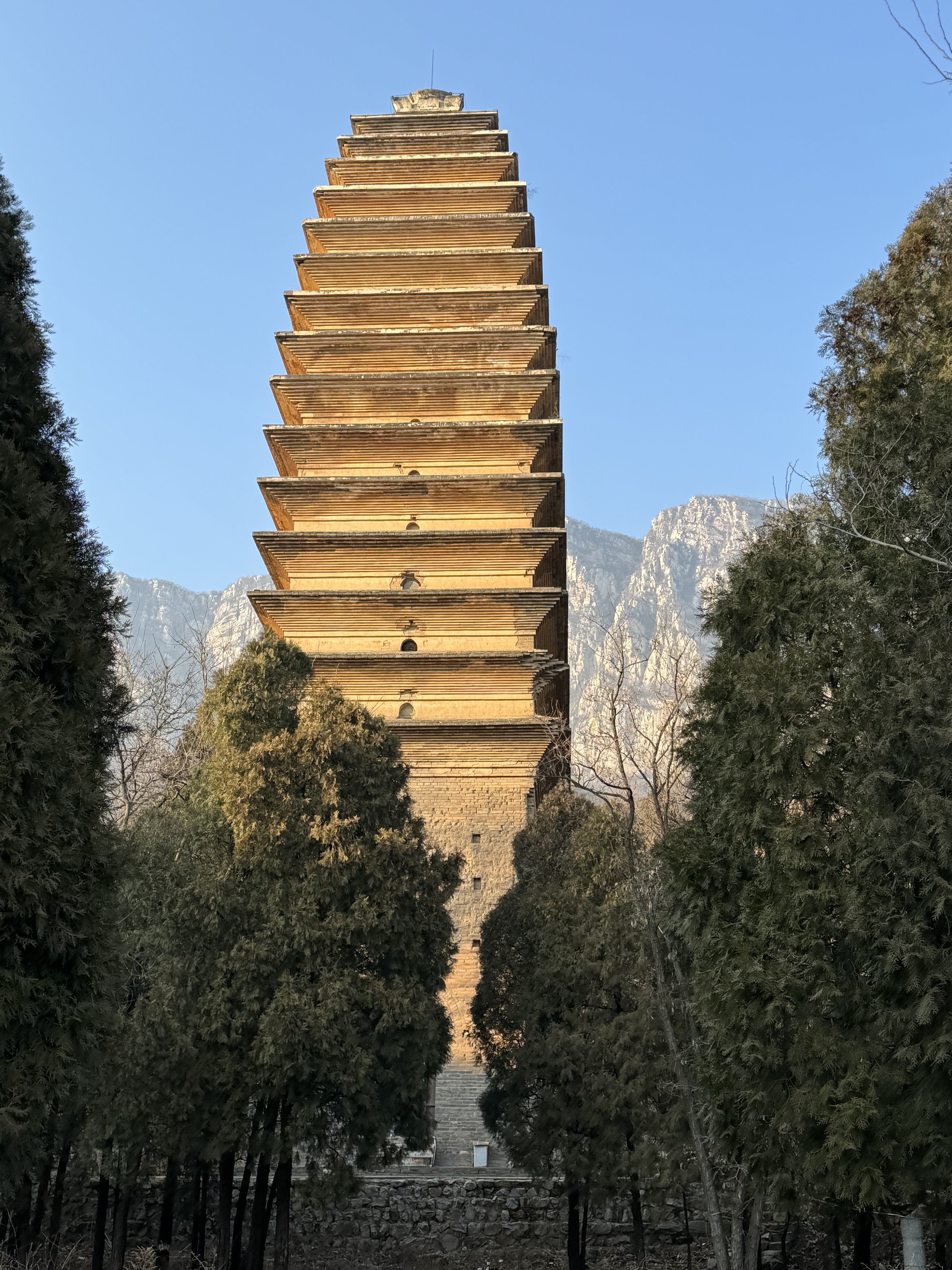
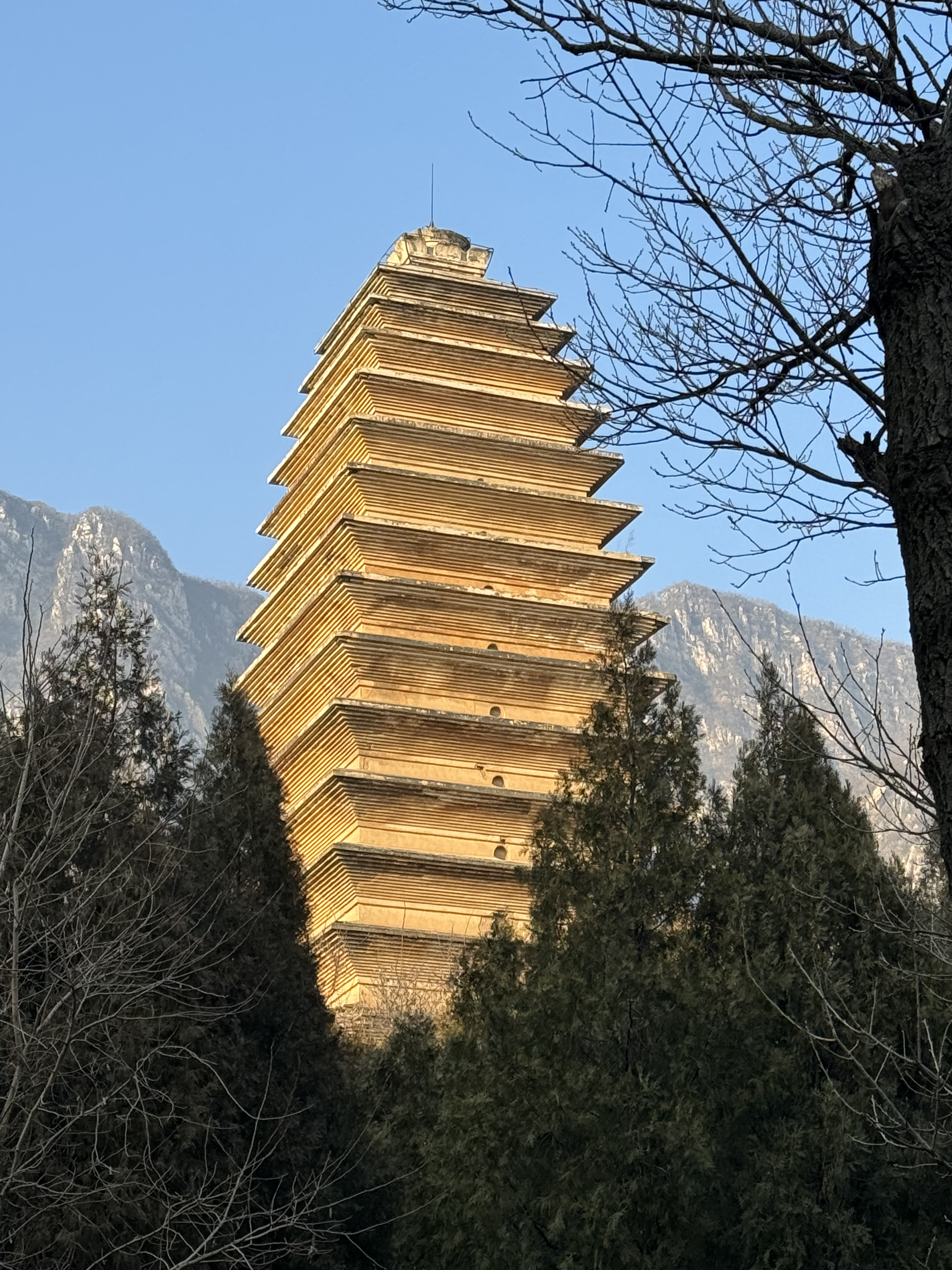

### 法王寺二号塔
位于一号塔后方38米，为单层单檐亭阁式方形砖塔。其建造年代很可能在大历年间（路秉杰在其文章中认为以少林寺法玩禅师塔推之，极似初唐）。塔高14.05米，塔身方形单边长4.35米，高6.2米。下有基座高0.5米。塔檐高2.25米，下檐有21层叠涩，檐上有14层叠涩。檐上为塔刹，高5.35米。塔刹基座为砖砌须弥座，座上四角及中部石雕蕉叶，基座上置覆钵，覆钵上一圈石雕葵瓣，上为石雕蕉叶，蕉叶上为卷云花瓣，再上为三层仰莲，仰莲上为卷云轮盘，上置石雕宝瓶。塔身南部砌券形塔门，门宽1.5米，高2.3米，内为单边长1.54米的塔心室。砖砌地宫位于塔基中心下部。

2000年3-5月，河南省文物考古研究对法王寺二号塔地宫进行了抢救性考古发掘。二号地宫推测封闭年代和建塔时期一致，后再未开启。地宫内禅床上有一泥塑高僧真身坐化像。像的前部摆一案，已经腐掉。案之右侧摆放白釉双系罐、黑釉注子、白釉细颈瓶、陶砚、铜执壶、铜净瓶、黑釉钵、迦陵频伽盒等。禅床前也有一腐掉的案子，木质结构散座周围，前部有秩序地摆放供品，正前放列一铜制镏金香炉，盖部滑脱于旁边，疑为木案坍塌将盖推掉，铜炉的右侧一倾翻的黑钵应是从案上落下，案之右前摆有黑钵、白釉罐，两侧呈对称各摆两白釉盒和一白釉碗。地上散落铜箸、铜匙等并有四枚铜币，加上踏道填土内出土的16枚铜币，共有30枚“开元通宝”铜币。目前部分发掘文物在河南博物院展览。

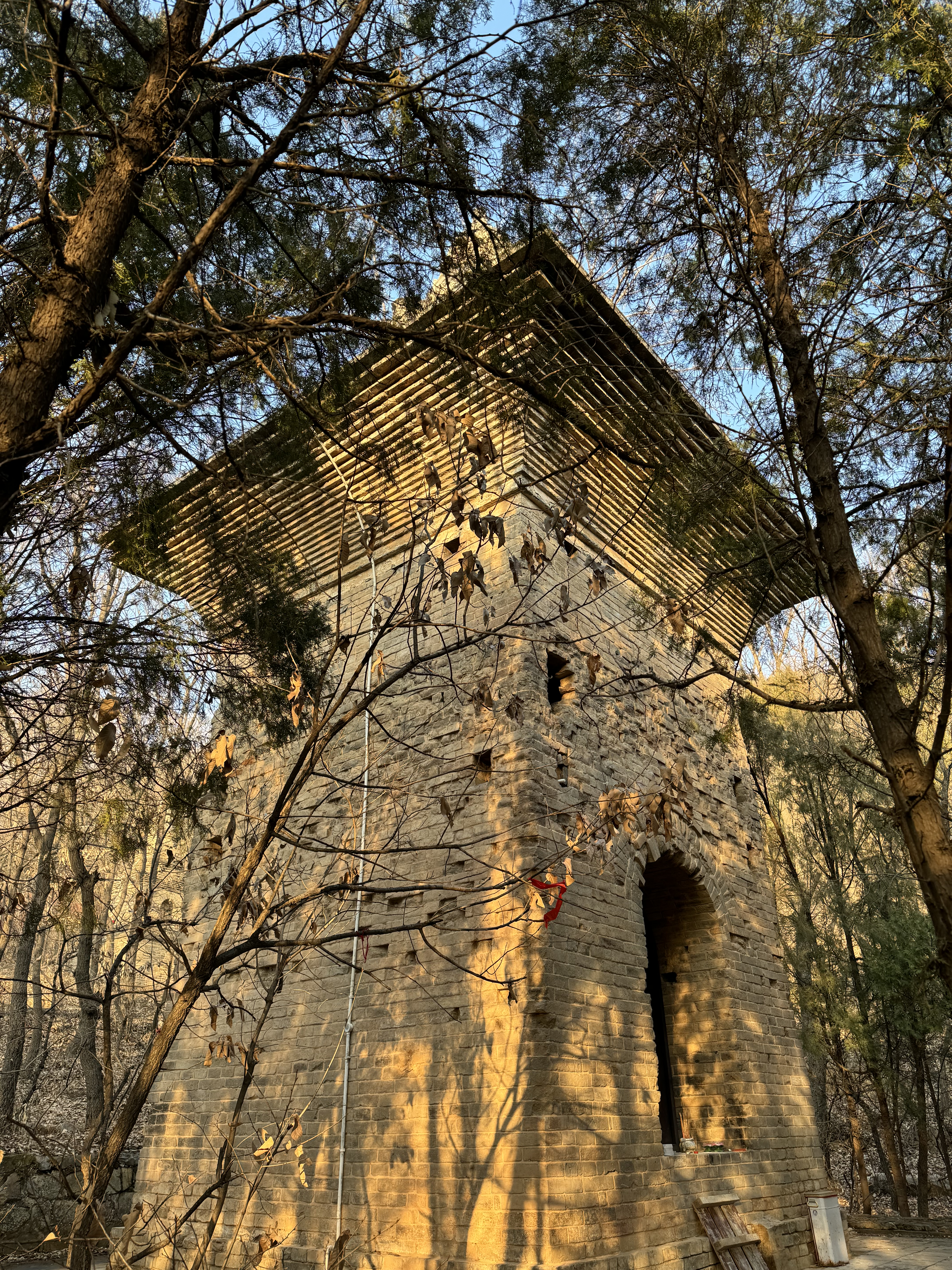
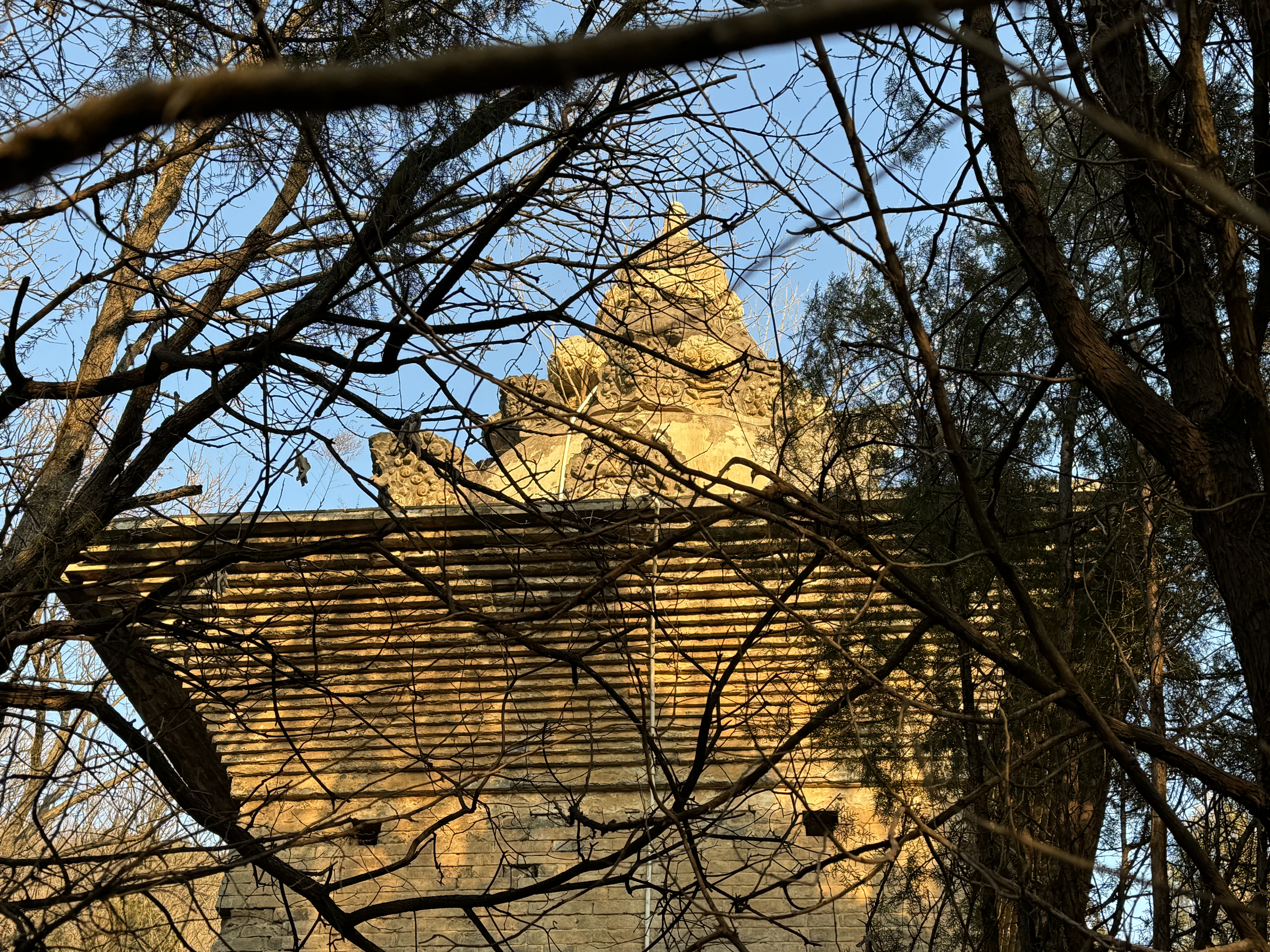

### 法王寺三号塔[3]

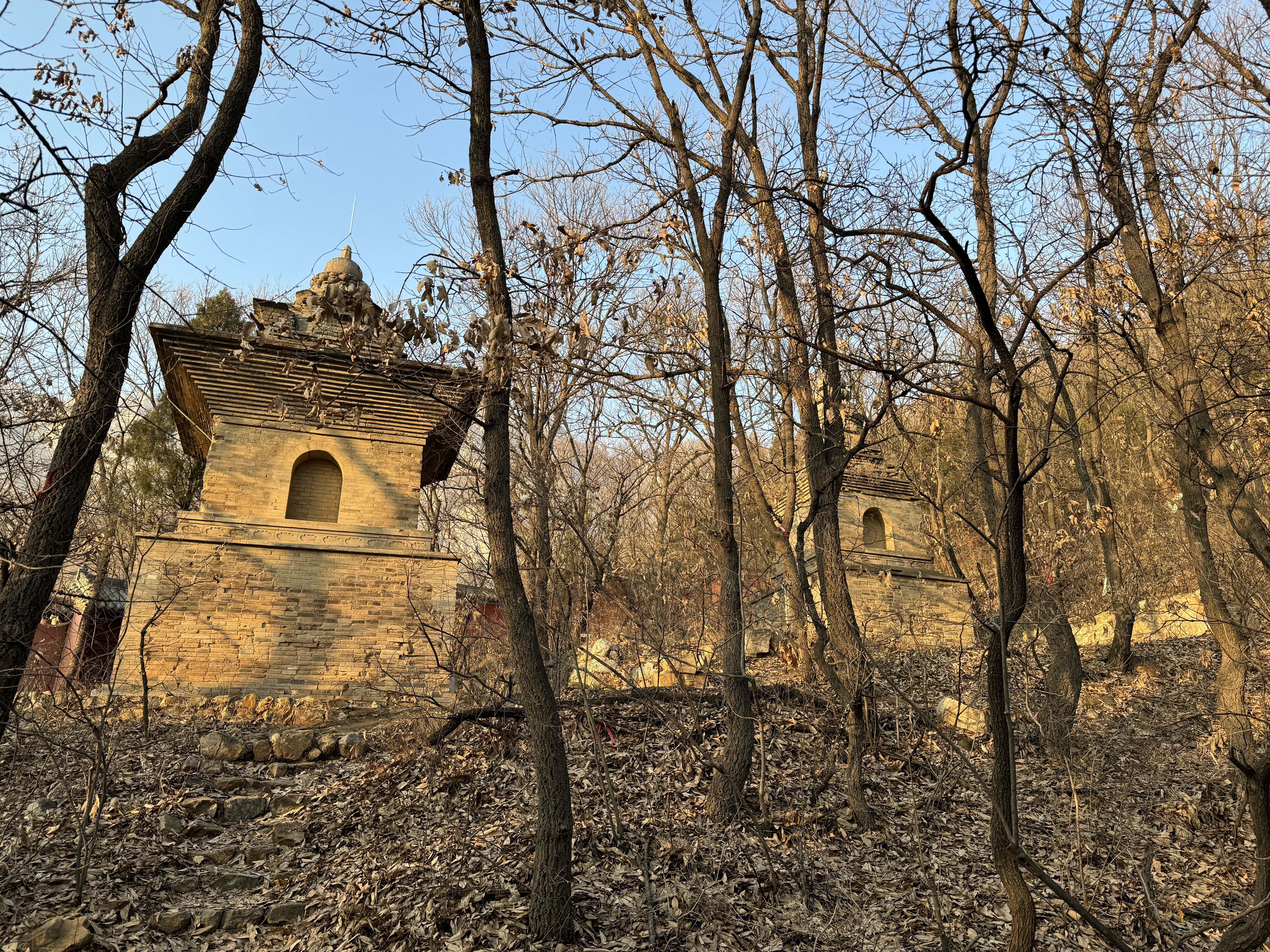
三号和四号塔

三号塔为单层单檐亭阁式砖塔，出檐14层。推测为晚唐（路秉杰在其文章中认为其为唐中叶以后）。塔下方为方形砖砌须弥座。其上砖砌券门,门缺失，目前被砖封住。

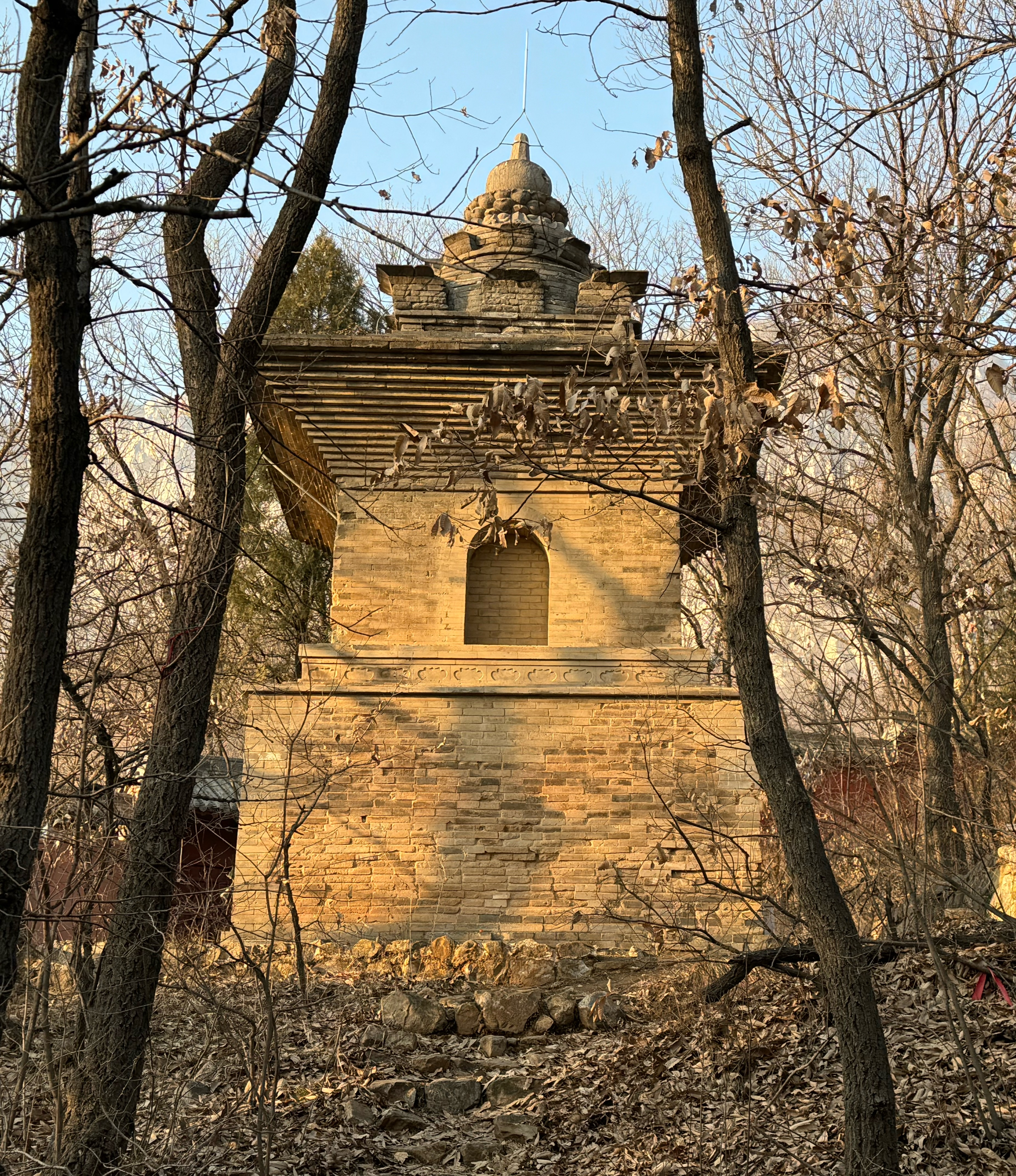
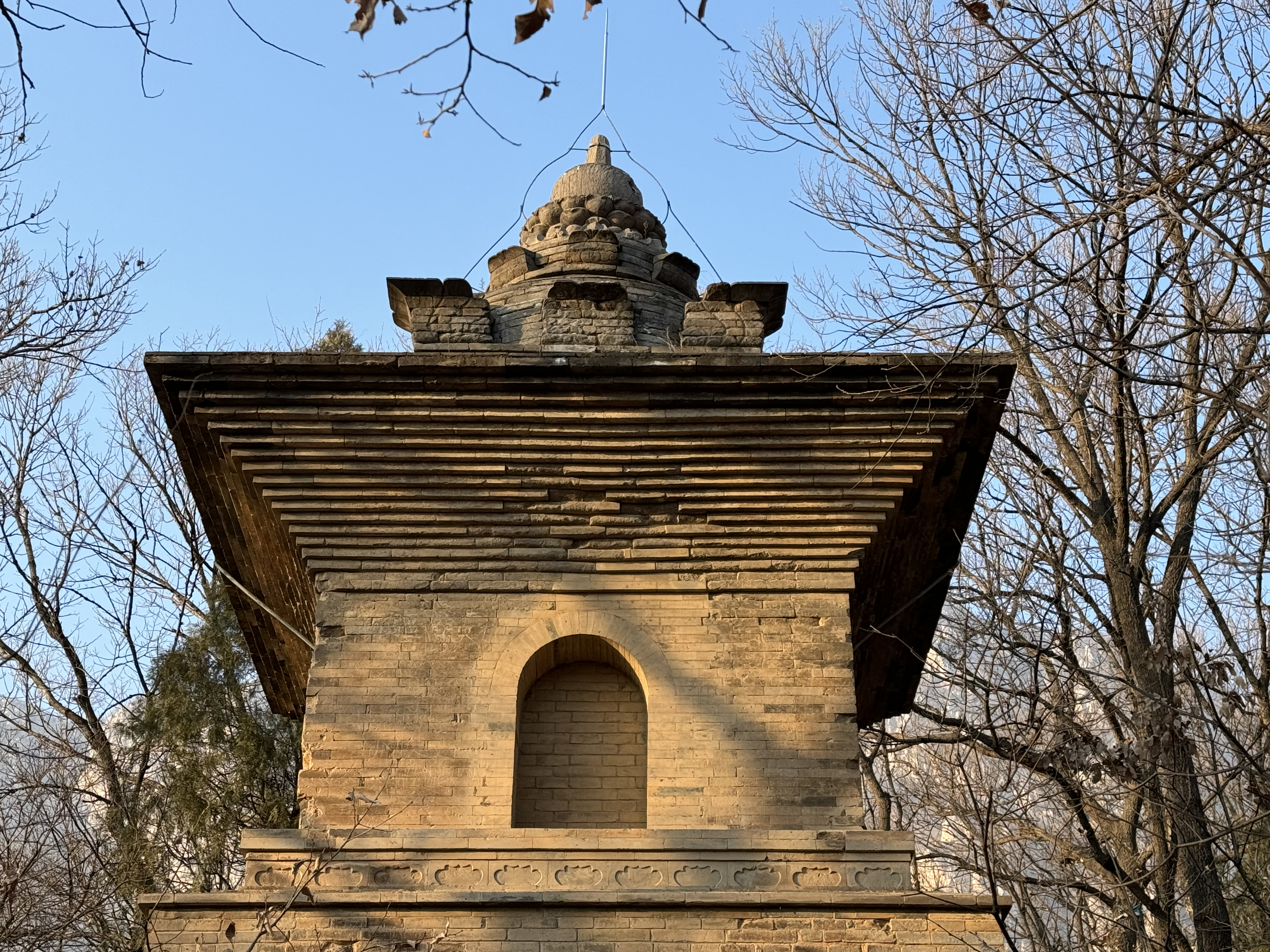
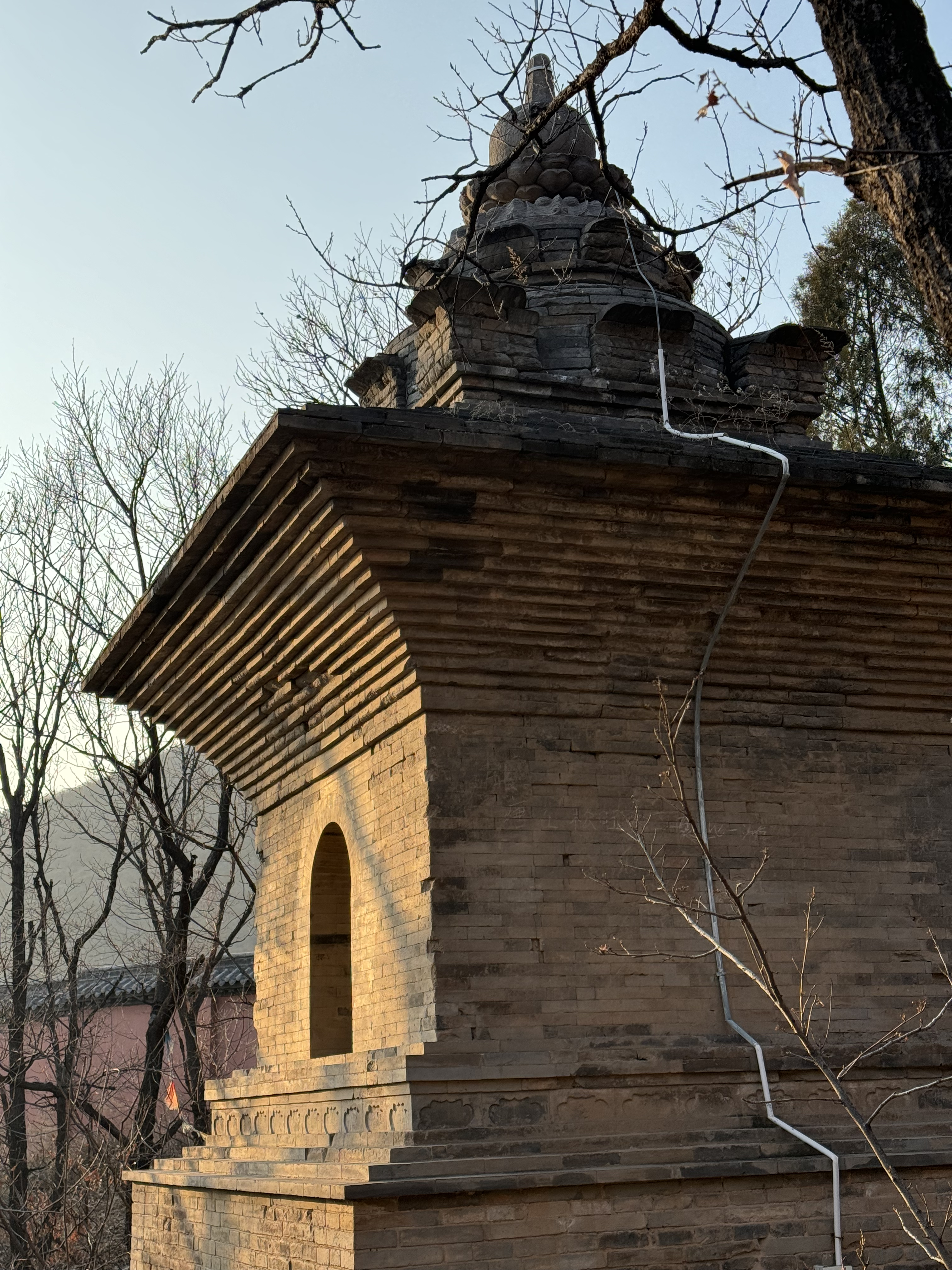

### 法王寺四号塔[3]
四号塔为单层单檐亭阁式砖塔，推测为晚唐到五代（路秉杰在其文章中认为其为唐中叶以后）。高七米，塔下方为方型砖砌须弥座。其上砖砌券门，门缺失，目前被砖封住。塔上方迭涩檐有砖块缺失。

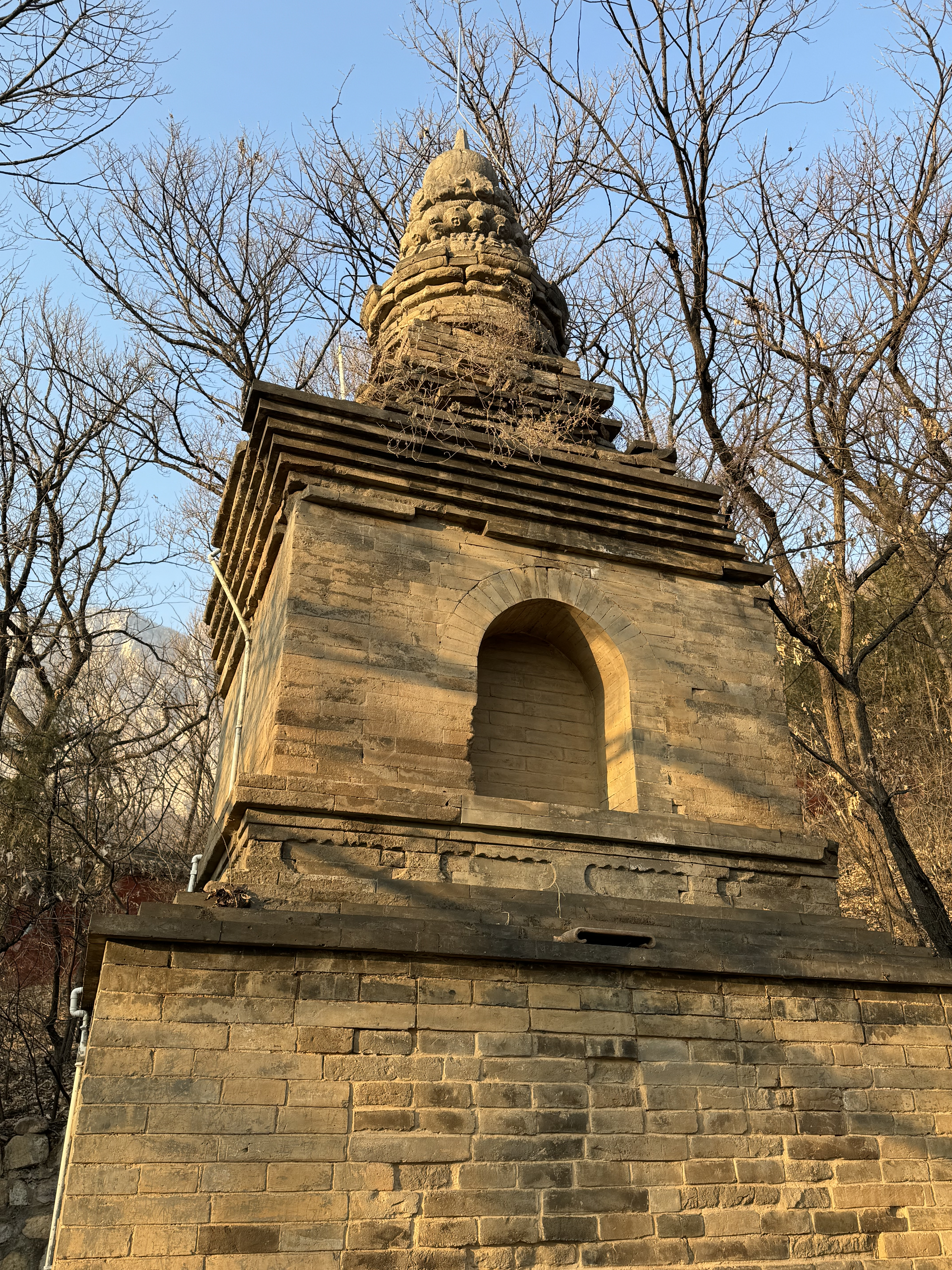
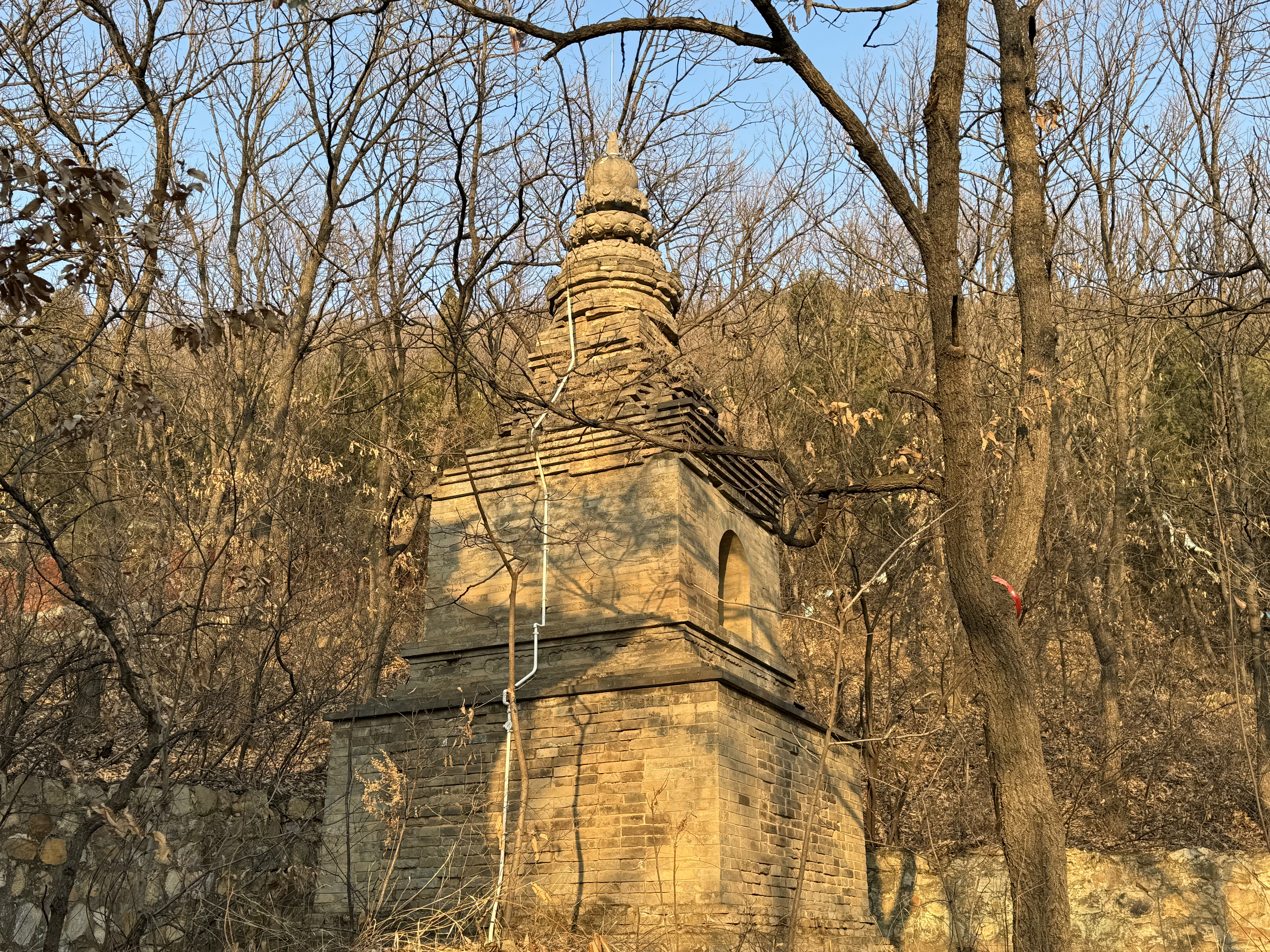
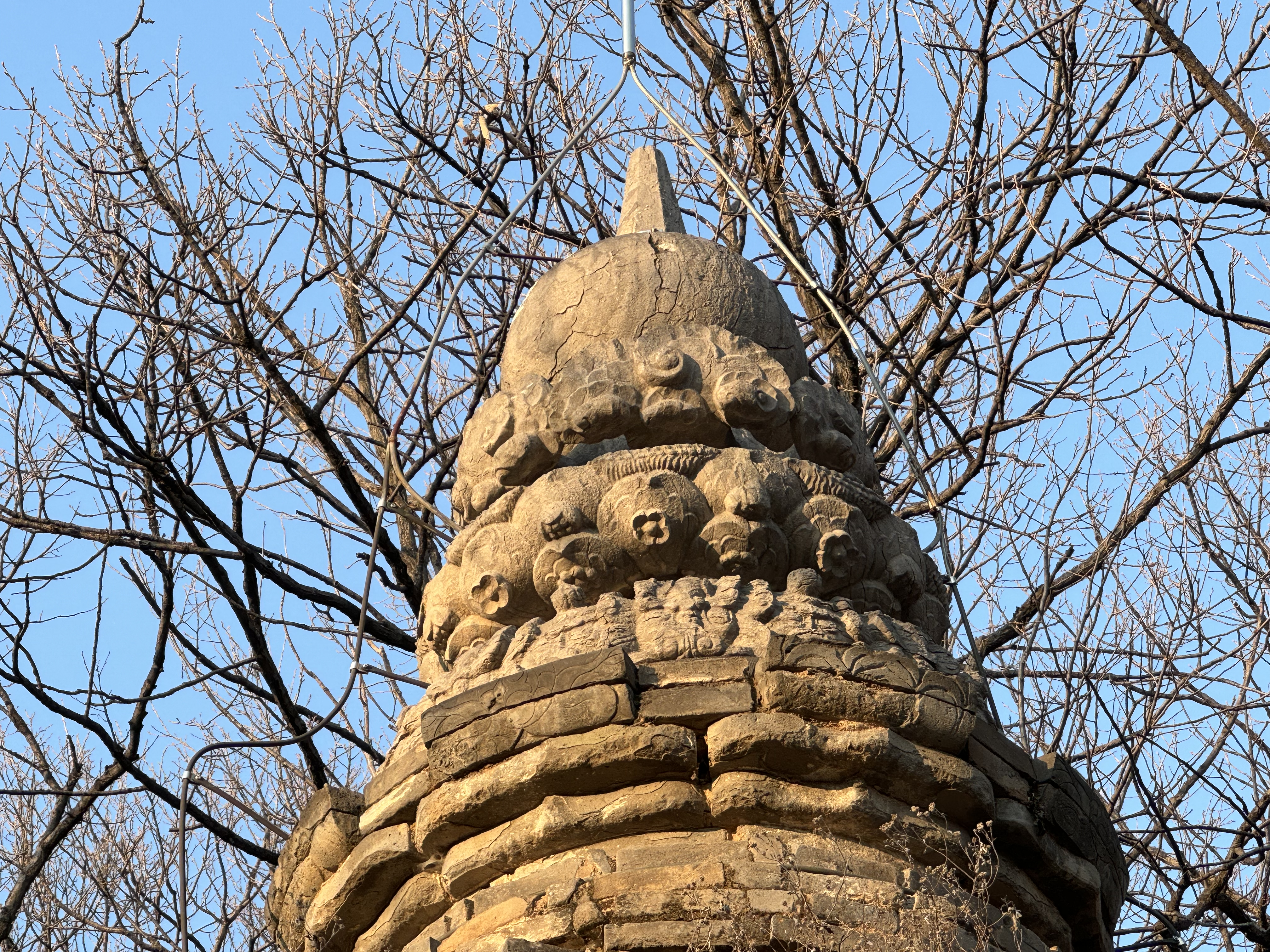

### 月庵海公圆寂塔和弥壑澧公和尚塔[1]
月庵海公圆寂塔建于元仁宗延佑三年(1316年)五月。塔高19米，六角七级密檐砖塔，壶门内有牡丹等花卉和瑞兽雕刻。目前位于寺院中部西边约100米。弥壑澧公和尚塔建于清康熙二十九年（1690）。为六角七级密檐式砖塔，高11米。目前位于寺院最北面空地左边。

## 保护[4]
1909-1910年 日本学者关野贞路过考察
1936年 中国营造学社刘敦桢等学者考察
1957年 同济大学教授陈从周考察嵩山少林寺等古建筑。寺院败落萧条
1962年 河南省人民委员会公布法王寺唐塔等为省级重点文物保护单位
1980年 同济大学路秉杰，郭允考察嵩山嵩岳寺塔
1987年后 释延佛入主法王寺，募子资6000余万元，重建了山门、厢房，新建了金刚殿、西方圣人殿、藏经阁及两侧钟鼓楼，使法王寺建筑有了巨大变化，成为一座拥有七进院落的宏大寺院
1995年 路秉杰等率同济大学建筑学专业92级大学生、研究生一百余人进行嵩山传统建筑测绘实习
2001年 国务院公布法王寺唐塔等为全国重点文物保护单位。